# 毛谷精草
毛谷精草（学名：Eriocaulon australe）为谷精草科谷精草属下的一个种。

## 扩展阅读
- 維基物種上的相關：毛谷精草